# Torneträsk
El llac Torneträsk o Torne träsk (en sami: Duortnosjávri, Meänkieli: Tornio o Torniojärvi) és un llac de Lapònia, al comtat de Norrbotten, a l'extrem nord de Suècia, als Alps Escandinaus. És el setè llac més gran de Suècia, amb una superfície total de 330 km² i una longitud de 70 km. El llac desguassa pel sud-est, a través del riu Torne älv. Al sud-oest del llac hi ha el Parc Nacional d'Abisko i la Reserva de la Biosfera de la UNESCO de Lapònia.

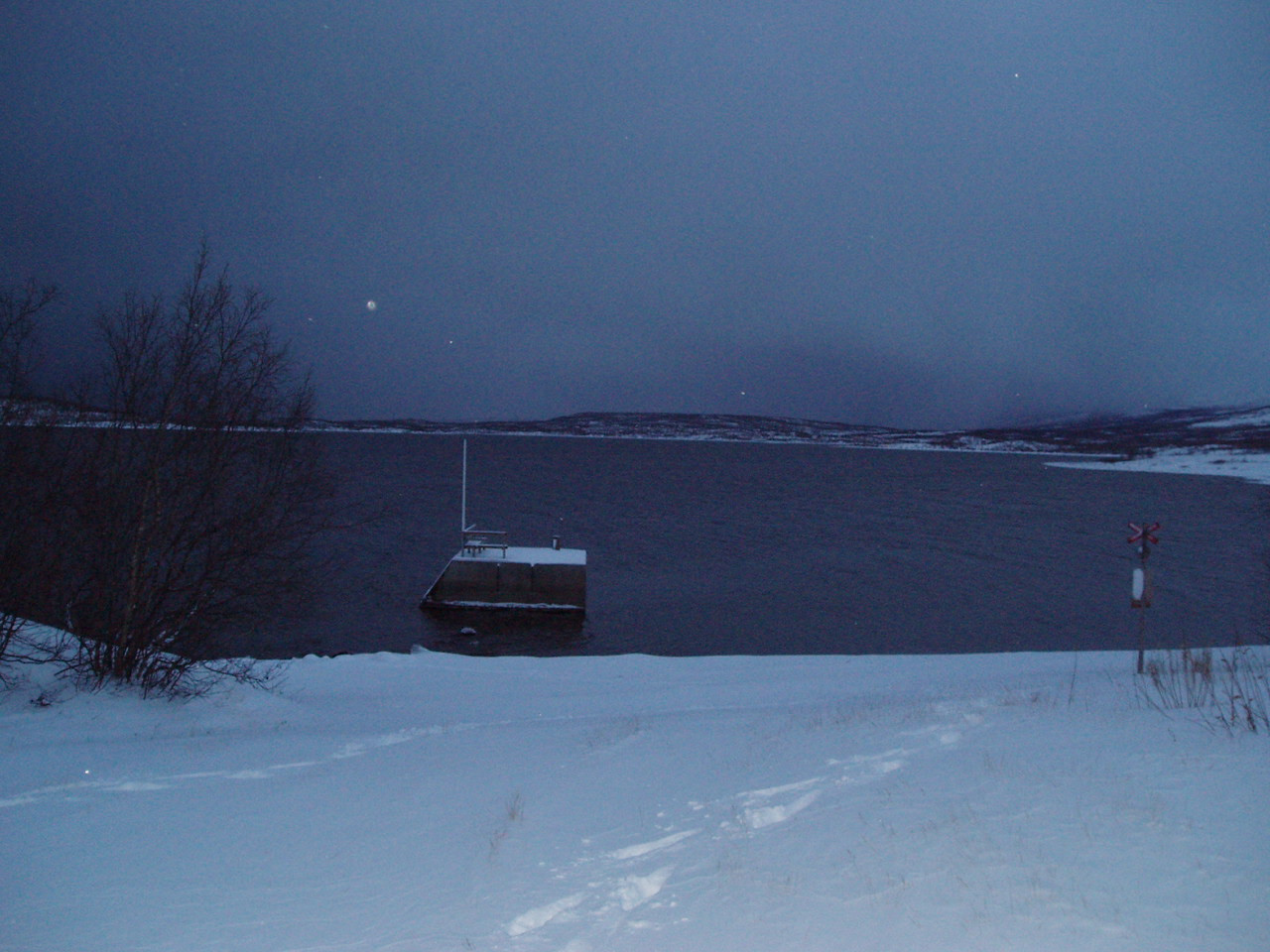
El llac Torneträsk durant una nit polar

El llac Torneträsk es va originar de les reminiscències d'una glacera, la qual va fer que tingués una profunditat de 168 m, sent el segon més profund de Suècia. Habitualment està cobert de gel de desembre a juny.